# 워커 (영화)
워커(The Walker)는 영국에서 제작된 폴 슈레이더 감독의 2007년 범죄, 드라마, 미스터리 영화이다. 마이클 알 등이 주연으로 출연하였고 데팍 나야르 등이 제작에 참여하였다.

## 출연

### 주연
- 마이클 알
- 스튜어트 알렉산더

### 조연
- 로렌 바콜
- 네드 비티
- 모리츠 블라이브트로이
- 윌렘 대포
- 제이슨 듀란
- 파멜라 피셔
- 우디 해럴슨
- 윌리엄 호프
- 앨런 리드키
- 마이클 J. 레이놀즈
- 크리스틴 스콧 토마스
- 릴리 톰린
- 슈스터 밴스

## 제작진
- 미술: 제임스 메리필드
- 배역: 길리 풀